# Polygonum pubescens
Polygonum pubescens là một loài thực vật có hoa trong họ Rau răm. Loài này được Blume miêu tả khoa học đầu tiên năm 1825.